# Сілішкань
Сілішкань, Сілішкані (рум. Silișcani) — село у повіті Ботошані в Румунії. Входить до складу комуни Горбенешть.
Село розташоване на відстані 370 км на північ від Бухареста, 14 км на схід від Ботошань, 84 км на північний захід від Ясс.

## Населення
За даними перепису населення 2002 року у селі проживали 350 осіб, з них 349 осіб (99,7%) румунів. Усі жителі села рідною мовою назвали румунську.